# Malia Metella
Malia Metella (Francia, 23 de febrero de 1982) es una nadadora francesa especializada en pruebas de corta distancia estilo libre, donde consiguió ser subcampeona olímpica en 2004 en los 50 metros. Es hermana del nadador Mehdy Metella.

## Carrera deportiva
En los Juegos Olímpicos de Atenas 2004 ganó la medalla de plata en los 50 metros estilo libre, con un tiempo de 24.89 segundos, tras la neerlandesa Inge de Bruijn y por delante de la australiana Lisbeth Lenton (bronce con 24.91 segundos).